# Gouvernement Fraga I
Galice
González Laxe Fraga II
Le gouvernement Fraga I (en espagnol : Primer Gobierno Fraga, en galicien : Primeiro Goberno Fraga) est le gouvernement de la communauté autonome de Galice entre le 6 février 1990 et le 11 décembre 1993, sous la IIIe législature du Parlement.
Il est dirigé par le libéral-conservateur Manuel Fraga, vainqueur à la majorité absolue des élections autonomiques de 1989. Il repose sur une coalition bipartite entre le Parti populaire et les Centristes de Galice (es). Il succède au gouvernement de coalition de gauche et nationaliste du socialiste Fernando González Laxe, et cède le pouvoir au gouvernement Fraga II après les élections de 1993.

## Historique du mandat
Ce gouvernement est dirigé par le nouveau président de la Junte, le libéral-conservateur Manuel Fraga. Il est constitué et soutenu par une coalition entre le Parti populaire (PP) et les Centristes de Galice (es) (CdG). Ensemble, ils disposent de 38 députés sur 75, soit 50,7 % des sièges du Parlement.
Il est formé à la suite des élections parlementaires du 17 décembre 1989.
Il succède donc au gouvernement du président socialiste Fernando González Laxe, constitué et soutenu par une coalition entre le Parti des socialistes de Galice-PSOE (PSOE), la Coalition galicienne (es) (CG) et le Parti nationaliste galicien (es) (PNG).

### Formation
Au cours des élections autonomiques, le Parti populaire de Manuel Fraga conquiert 38 députés sur 75, soit l'exacte majorité absolue des sièges. Bien que le Parti socialiste progresse également, ce résultat signe de facto la fin du gouvernement de Fernando González Laxe, d'autant que la Coalition galicienne perd la quasi-totalité de ses sièges et que le Parti nationaliste disparaît de l'hémicycle.
Élu président du Parlement le 16 janvier 1990 avec les seules voix du PP, Victorino Núñez (es) convoque huit jours plus tard la tenue du débat et du vote d'investiture de Manuel Fraga entre le 29 et le 31 janvier. Le 31 janvier, Manuel Fraga est effectivement élu président de la Junte par 38 voix pour et 37 voix contre. Il prête serment le 5 février au siège du Parlement, en présence notamment du ministre Joaquín Almunia.
La composition du gouvernement est dévoilée le 1er février par le Parti populaire, alors que Fraga se trouve en déplacement à l'étranger : il compte 11 membres, aucun ne disposant du titre de vice-président. Neuf conseillers sont membres du Parti populaire, un appartient aux Centristes de Galice, et un n'affiche aucune étiquette partisane. L'exécutif prête serment et entre en fonction le 6 février.

### Évolution
En raison de sa candidature à la mairie de Vigo à l'occasion des élections municipales du 26 mai 1991, Manuel Pérez (es) doit être relevé de ses fonctions à la fin du mois d'avril. Il quitte donc ses fonctions de conseiller au Travail et aux Services sociaux le 25 avril, au profit de José Antonio Gil Sotres (gl), jusqu'à présent secrétaire général technique du département du Travail. José Antonio Gil Sotres est assermenté cinq jours plus tard.
Le 9 octobre 1991, Manuel Fraga relève, de manière totalement inattendue, le conseiller à la Santé, Manuel Montero (gl), de ses fonctions, alors qu'il assurait cinq jours plus tôt ne pas envisager de remaniement gouvernemental. Ce renvoi s'explique par l'absence d'avancées dans les négociations pour la décentralisation des compétences de l'Institut national de la santé (INSALUD), l'ambiance conflictuelle au sein de la santé publique régionale, ainsi que les pressions des médecins et pharmaciens. Il le remplace par le conseiller à l'Agriculture, José Manuel Romay, dont il laisse le portefeuille initialement vacant. José Manuel Romay prend ses fonctions le lendemain. Six jours après la destitution de Manuel Montero, Manuel Fraga achève son remaniement en choisissant de nommer l'ancien président du Parlement, Tomás Pérez Vidal (gl), comme conseiller à l'Agriculture, le 15 octobre.

### Succession
Lors des élections autonomiques du 17 octobre 1993, le Parti populaire confirme et conforte sa majorité absolue, avec cinq sièges de député supplémentaires. Après avoir été de nouveau investi président de la Junte le 1er décembre, Manuel Fraga présente le 7 décembre la composition de son deuxième gouvernement, qui compte toujours 11 membres et voit la disparition de deux départements, compensée par la création de deux autres. L'exécutif prête serment et entre en fonction le 11 décembre.

## Composition
| Poste                                                                   | Titulaire | Titulaire                                                                    | Parti    |
| ----------------------------------------------------------------------- | --------- | ---------------------------------------------------------------------------- | -------- |
| Président                                                               |           | Manuel Fraga Iribarne                                                        | PP       |
| Conseiller à la Présidence et à l'Administration publique               |           | Dositeo Rodríguez Rodríguez (gl)                                             | PP       |
| Conseiller à l'Économie et aux Finances                                 |           | José Antonio Orza Fernández (gl)                                             | Sans     |
| Conseiller à l'Aménagement du territoire et aux Travaux publics         |           | José Cuíña Crespo (gl)                                                       | PP       |
| Conseiller à l'Éducation et à l'Enseignement supérieur                  |           | Juan Piñeiro Permuy (gl)                                                     | PP       |
| Conseiller à l'Industrie et au Commerce                                 |           | Juan José Fernández García (gl)                                              | PP       |
| Conseiller au Travail et aux Services sociaux                           |           | Manuel Pérez Álvarez (es) (jusqu'au 26/04/1991) José Antonio Gil Sotres (gl) | PP       |
| Conseiller à l'Agriculture, à l'Élevage et à la Politique forestière    |           | José Manuel Romay Beccaría (jusqu'au 15/10/1991) Tomás Pérez Vidal (gl)      | PP       |
| Conseiller à la Culture et à la Jeunesse                                |           | Daniel Barata Quintas (gl)                                                   | CdG (es) |
| Conseiller à la Santé                                                   |           | Manuel Montero Gómez (gl) (jusqu'au 10/10/1991) José Manuel Romay Beccaría   | PP       |
| Conseiller à la Pêche, à la Conchyliculture et à l'Aquaculture          |           | Enrique César López Veiga (gl)                                               | PP       |
| Conseiller aux Relations institutionnelles Porte-parole du gouvernement |           | Víctor Manuel Vázquez Portomeñe (gl)                                         | PP       |